# Lubenia
Lubenia is een dorp in het Poolse woiwodschap Subkarpaten, in het district Rzeszowski. De plaats maakt deel uit van de gemeente Lubenia en telt 6563 inwoners.